# Kloster Heilig Kreuz (Mindelheim)

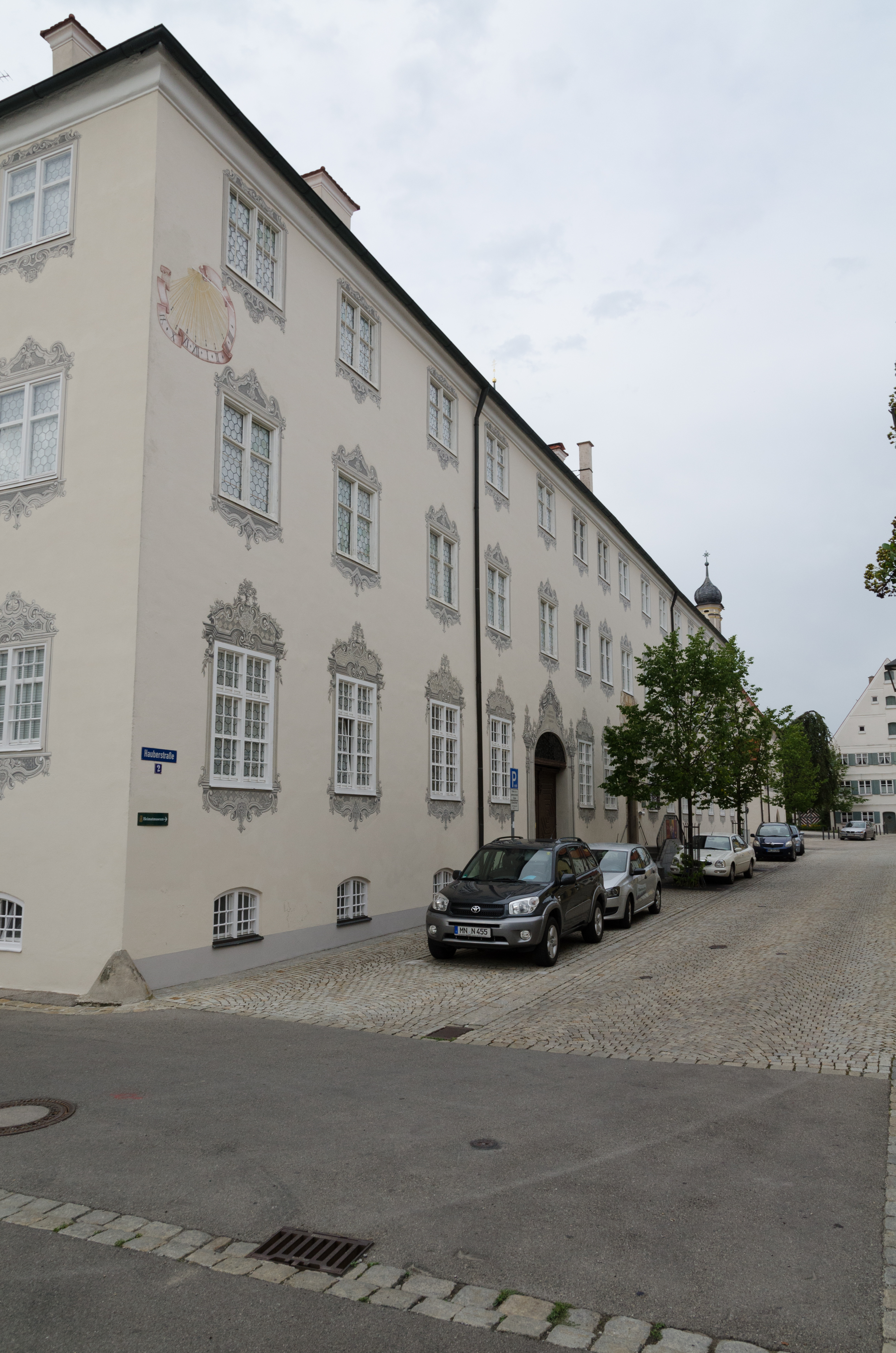
Kloster Heilig Kreuz

Das Kloster Heilig Kreuz war ein Kloster der Terziarinnen der Franziskaner-Observanten in Mindelheim in Bayern in der Diözese Augsburg.

## Geschichte
Das seit 1623 dem Heiligen Kreuz geweihte Kloster wurde 1456 durch Anna Kautin, Barbara Baderin, Elisabetha Deschlerin, Afra Weylerin, Anna Fingerlin und Anna Schneiderin („6 fromme Jungfrauen“) gegründet. Das Kloster wurde im Zuge der Säkularisation in Bayern nicht aufgehoben. 1802 wurde zeitweise die Aufnahme von Novizinnen untersagt.
2018 wurde das Kloster aufgelöst, die letzten drei Franziskanerinnen siedelten aus gesundheitlichen Gründen in das Kloster Ursberg über. Die 2010 gegründete Stiftung zum Heiligen Kreuz betreut den Klosterbau. Das geistliche Leben wird von Schwestern der Gemeinschaft von der erlösenden Liebe Christi e.V. weitergeführt.